# Kabinett Shinzō Abe I
Das erste Kabinett Abe (jap. 第1次安倍内閣, daiichiji Abe naikaku) regierte Japan unter Führung von Premierminister Shinzō Abe vom 26. September 2006 bis zu einer Kabinettsumbildung am 27. August 2007.
Der vorherige Premierminister Jun’ichirō Koizumi (Mori-Faktion, ab Oktober 2006: Machimura-Faktion) erreichte im September 2006 seine Amtszeitbegrenzung als Vorsitzender der Liberaldemokratischen Partei (LDP). Die als „Post-Koizumi“ titulierte Entscheidung über seine Nachfolge bei der Wahl des LDP-Vorsitzenden am 20. September 2006 gewann Shinzō Abe (Mori-Faktion) gegen Tarō Asō (Kōno-Faktion, später: Asō-Faktion) und Sadakazu Tanigaki (Tanigaki-Faktion). Am 26. September 2007 wurde Abe im Parlament zum Premierminister gewählt und stellte noch am selben Tag sein Kabinett vor. Der unterlegene Außenminister Asō behielt seine Position, der bisherige Finanzminister Tanigaki wurde ersetzt.
Dem Koalitionskabinett aus LDP und Kōmeitō gehörten bei Amtsantritt einschließlich des Premierministers 15 Staatsminister aus dem Shūgiin, dem Unterhaus, zwei Abgeordnete des Sangiin, des Oberhauses, und ein nichtabgeordneter Minister an. Zwei Staatsminister (Abe, Asō) hatten bereits dem scheidenden Kabinett angehört. Fumio Kyūma, bisher Vorsitzender des Exekutivrats (sōmukai) der LDP wechselte ins Kabinett, der bisherige Landwirtschaftsminister Shōichi Nakagawa wurde von Abe als Vorsitzender des politischen Forschungsrates in die Parteispitze berufen. Abes Wahlkampfleiter für die Wahl des LDP-Vorsitzenden, Akira Amari, erhielt das Wirtschaftsministerium. Für die Kōmeitō ersetzte der bisherige Generalsekretär Fuyushiba Kazuo Kitagawa als Minister.
Nach mehreren Ministerrücktritten, einem Renten- und mehreren Spendenskandalen verlor Abes Koalition die Sangiin-Wahl 2007. Wenige Wochen später, am 27. August 2007, führte er eine Kabinettsumbildung durch.

## Staatsminister
| Amt | Name                                      | Bild                  | Kammer  | Fraktion | Faktion     |
| --- | ----------------------------------------- | --------------------- | ------- | -------- | ----------- |
| Premierminister | Shinzō Abe                                | Shinzō Abe            | Shūgiin | LDP      | (Machimura) |
| Minister für Innere Angelegenheiten und Kommunikation Staatsminister für Regionalreform zuständig für die Postprivatisierung                                                                                | Yoshihide Suga                            | Yoshihide Suga        | Shūgiin | LDP      | Koga        |
| Justizminister | Jin’en Nagase                             | Jin’en Nagase         | Shūgiin | LDP      | Machimura   |
| Außenminister | Tarō Asō                                  | Tarō Asō              | Shūgiin | LDP      | Asō         |
| Finanzminister | Kōji Omi                                  | Kōji Omi              | Shūgiin | LDP      | Machimura   |
| Minister für Bildung, Kultur, Sport, Wissenschaft und Technologie | Bunmei Ibuki                              | Bunmei Ibuki          | Shūgiin | LDP      | Ibuki       |
| Minister für Gesundheit, Arbeit und Soziales | Hakuo Yanagisawa                          | Hakuo Yanagisawa      | Shūgiin | LDP      | Koga        |
| Minister für Landwirtschaft, Forsten und Fischerei | Toshikatsu Matsuoka bis 28. Mai 2007      | Toshikatsu Matsuoka   | Shūgiin | LDP      | Ibuki       |
| Minister für Landwirtschaft, Forsten und Fischerei | Masatoshi Wakabayashi kommissarisch       | Masatoshi Wakabayashi | Sangiin | LDP      | Machimura   |
| Minister für Landwirtschaft, Forsten und Fischerei | Norihiko Akagi 1. Juni bis 1. August 2007 | Norihiko Akagi        | Shūgiin | LDP      | Kōmura      |
| Minister für Landwirtschaft, Forsten und Fischerei | Masatoshi Wakabayashi                     | Masatoshi Wakabayashi | Sangiin | LDP      | Machimura   |
| Minister für Wirtschaft, Handel und Industrie | Akira Amari                               | Akira Amari           | Shūgiin | LDP      | Yamasaki    |
| Minister für Land, Infrastruktur und Transport zust. für Tourismus, maritime Angelegenheiten | Tetsuzō Fuyushiba                         | Tetsuzō Fuyushiba     | Shūgiin | Kōmeitō  | —           |
| Umweltminister zust. für globale Umweltfragen | Masatoshi Wakabayashi                     | Masatoshi Wakabayashi | Shūgiin | LDP      | Machimura   |
| Leiter der Verteidigungsbehörde ab 9. Januar 2007: Verteidigungsminister(in) | Fumio Kyūma bis 4. Juli 2007              | Fumio Kyūma           | Shūgiin | LDP      | Tsushima    |
| Leiter der Verteidigungsbehörde ab 9. Januar 2007: Verteidigungsminister(in) | Yuriko Koike ab 4. Juli 2007              | Yuriko Koike          | Shūgiin | LDP      | Machimura   |
| Chefsekretär des Kabinetts zust. für die Entführungsfrage | Yasuhisa Shiozaki                         | Yasuhisa Shiozaki     | Shūgiin | LDP      | Koga        |
| Vorsitzender der Nationalen Kommission für Öffentliche Sicherheit Staatsminister für Katastrophenschutz | Kensei Mizote                             | Kensei Mizote         | Sangiin | LDP      | Koga        |
| Staatsministerin für Angelegenheiten von Okinawa und der Nördlichen Territorien, Wissenschafts- und Technologiepolitik, Innovation, Geburtenrückgang und Geschlechtergleichstellung, Lebensmittelsicherheit | Sanae Takaichi                            | Sanae Takaichi        | Shūgiin | LDP      | Machimura   |
| Staatsminister für den Finanzsektor zust. für das Regierungsprogramm Challenge Again | Yūji Yamamoto                             | Yūji Yamamoto         | Shūgiin | LDP      | Kōmura      |
| Staatsministerin für Wirtschafts- und Steuerpolitik | Hiroko Ōta                                | Hiroka Ōta            | —       | —        | —           |
| Staatsminister für Deregulierung zust. für Regionalreform, Reform des Beamtentums, ländliche Belebung, Organisation der Präfekturen und Regionen                                                            | Gen’ichirō Sata bis 28. Dezember 2006     | Gen'ichirō Sata       | Shūgiin | LDP      | Tsushima    |
| Staatsminister für Deregulierung zust. für Regionalreform, Reform des Beamtentums, ländliche Belebung, Organisation der Präfekturen und Regionen                                                            | Yoshimi Watanabe ab 28. Dezember 2006     | Yoshimi Watanabe      | Shūgiin | LDP      | —           |

Anmerkung: Der Premierminister gehört während seiner Amtszeit offiziell keiner Faktion an.

## Rücktritte, Suizid
- Staatsminister Sata trat wegen eines Spendenskandals zurück.[3]
- Landwirtschaftsminister Matsuoka beging im Zuge eines Spendenskandals Suizid.[4]
- Verteidigungsminister Kyūma trat wegen umstrittener Äußerungen über die Atombombenabwürfe auf Hiroshima und Nagasaki zurück.[5]
- Landwirtschaftsminister Akagi trat im Zuge eines Spendenskandals nach der verlorenen Sangiin-Wahl 2007 zurück.[6]